# Провокація

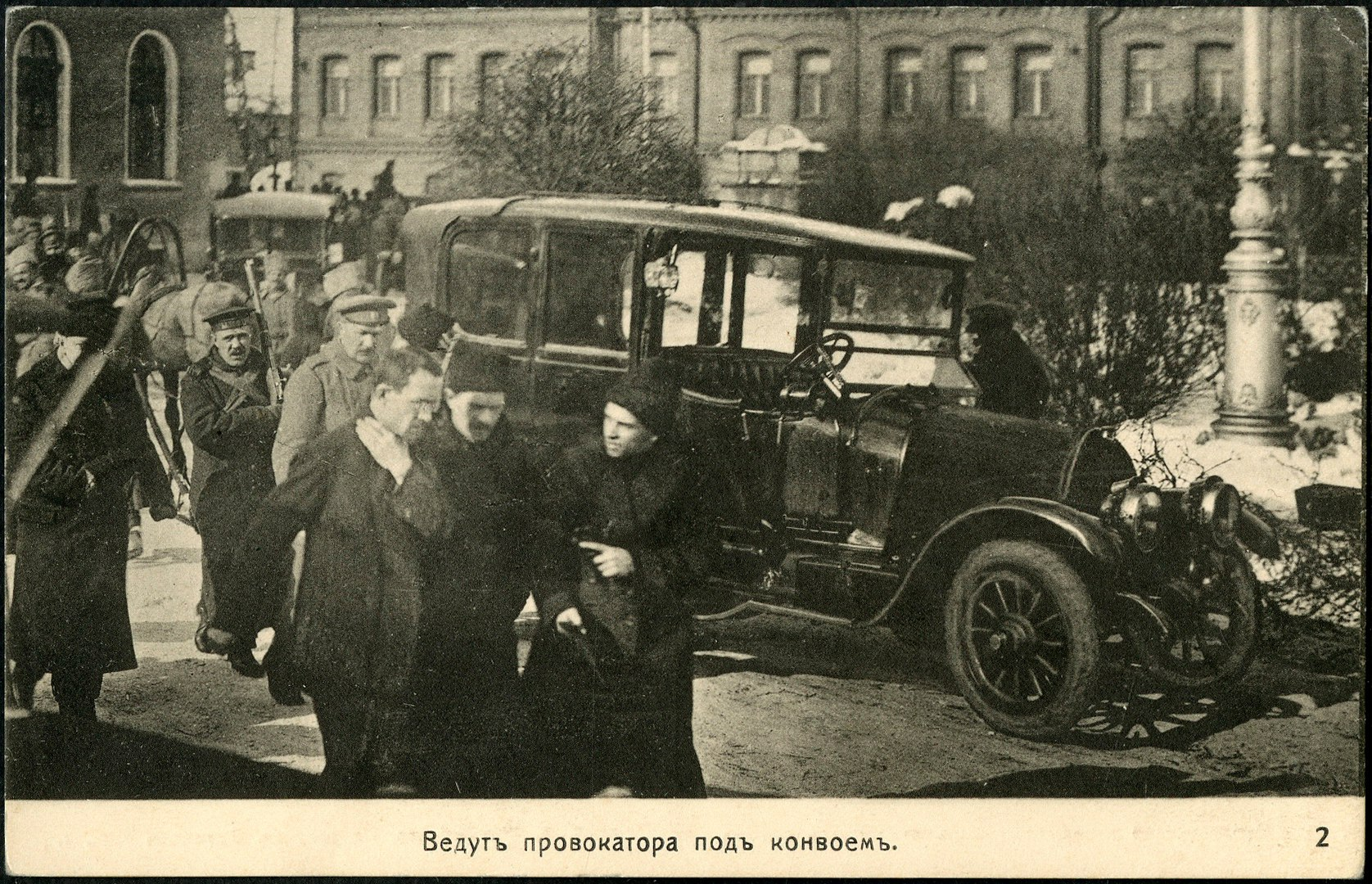
«Ведуть провокатора під конвоєм». Лютий 1917, Петроград (малюнок з державного музею політичної історії Росії, Санкт-Петербург)

Провока́ція (лат. provocatio) — дія або низка дій, які мають на меті викликати реакцію тих, кого провокують. Як правило, проводяться з метою штучного створення складних обставин або негативних наслідків для тих, кого провокують. Суб'єкт, що здійснює провокації, називається провокатором. Оскільки провокації ґрунтуються на особливостях психології людини, її поведінці як соціальної істоти, вони вивчаються психологією та соціологією.

## Огляд
Провокація може бути однією дією або низкою взаємопов'язаних дій. У свою чергу дії можуть бути спрямовані як безпосередньо на того кого провокують, так і на його оточення. Ряд різноспрямованих провокаційних дій дозволяють визначити взаємозв'язки, а також силу і принципи роботи таких взаємозв'язків між тим кого провокують і його оточенням. Провокаційні дії, що проводяться в певний проміжок часу, дозволяють визначити поріг сприйнятливості особи, яку провокують до подразників і сили подразників.
Провокації займають важливе місце в маркетингу, військовій справі, мистецтві, політиці, у відносинах між окремими людьми, групами людей, між юридичними особами та державами. У політиці провокації часто орієнтовані на реакцію громадської думки, негативну щодо противника. Зокрема, серед методів провокації може бути вчинення непристойних дій під виглядом свого противника, нанесення шкоди його відомим опонентам, з метою викликати реакцію співчуття у громадській думці. У військовій справі провокацією може бути фальшивий відступ, створення ілюзії незахищеності будь-якого свого флангу, з метою заманювання противника в пастку.
У політичних цілях держави можуть жертвувати частиною військ, провокуючи противника на відкриту атаку, щоб отримати привід до війни. Розповсюдженим засобом «третьої зацікавленої сторони» також є дії провокативного характеру котрі направлені супроти двох антагонічних сторін, почерговими чи одночасними акціями, з метою розпалення між ними конфлікту.
Провокації застосовуються і правоохоронними органами, хоча в багатьох країнах це незаконно. Приклади таких провокацій — перевірочна закупівля або продаж наркотичних засобів, коли ініціатором вчинення злочину виступає не підозрюваний, а правоохоронці. Провокатором злочину є та особа, від якої виходить ініціатива на його вчинення.
Провокаторами можуть називати секретних співробітників спеціальних служб (особливо охоронних відділень), які підбурюють революціонерів зробити які-небудь злочинні дії для того, щоб вони потім були арештовані і засуджені.

## Відомі провокації
- Шекспіревський Яго провокував ревнощі Отелло, що закінчилося сумним чином для Дездемони
- Підпал Риму Нероном вважається класичною провокацією з метою розв'язати репресії проти християн.
- Операція «Трест» — контррозвідувальна операція Державного політичного управління (ОДПУ) Радянського Союзу.
- Підпал Рейхстагу був використаний владою Третього рейху для боротьби з комуністами, євреями та іншими противниками влади нацистів.
- Майнільський інцидент — провокація, інсценована радянськими спецслужбами на радянсько-фінському кордоні і стала формальним приводом до радянсько-фінській війні 1939—1940 рр..
- Глейвіцький інцидент — провокація, інсценована СС, що послужила приводом до нападу Німеччини на Польщу 1 вересня 1939 року, який став початком Другої світової війни.
- Операція «Сусанна» — провокація, інсценована ізраїльською військовою розвідкою АМАН в липні 1954, спрямована проти Єгипту.
- У Сполучених Штатах, програма COINTELPRO ФБР, за якою агенти ФБР зображуючи з себе політичних радикалів зірвали діяльність політичних груп в США, таких як Чорні пантери, Ку-клукс-клан, і Студентський координаційний комітет ненасильницьких дій.
- Скандальне шоу To Catch a Predator, агенти якого видають себе за малолітніх в інтернеті і спокушають потенційних педофілів, щоб запроторити їх до в'язниці.
- Безліч політичних вбивств, що використовувалися прихильниками вбитих для власної вигоди та/або дискредитації противників убитих, викликали підозри у провокації, хоча це майже ніколи не було доведено:
  - Сергій Кіров
  - Анна Політковська
  - Пім Фортайна
  - Олександр Литвиненко
  - Спроба замаху на Валентину Матвієнко
  - У ході акцій протесту в Кишиневі 7 квітня 2009 проти фальсифікації парламентських виборів до мирно протестуючої молоді були впроваджені сотні провокаторів, яким вдалося, всупереч закликам лідерів опозиції, схилити частину молоді до агресивних дій та підпалу адміністративних будівель.
- Під час Російського вторгнення в Україну у 2022 році, Росія намагалася спровокувати Білорусь до військових дій проти України, шляхом авіаудару з українського кордону по Білорусі, аби створити ілюзію, що нібито Україна атакує Білорусь. Росія ставила на меті втягнення Республіки Білорусь у війну проти України.[1]